# Melastoma crinitum
Melastoma crinitum är en tvåhjärtbladig växtart som beskrevs av Charles Victor Naudin. Melastoma crinitum ingår i släktet Melastoma och familjen Melastomataceae. Inga underarter finns listade i Catalogue of Life.